# Ceratinopsis infuscata
Ceratinopsis infuscata là một loài nhện trong họ Linyphiidae.
Loài này thuộc chi Ceratinopsis. Ceratinopsis infuscata được J. Denis miêu tả năm 1962.